# Histoire de la presse francophone en Louisiane
 (mai 2023).
L’histoire de la presse francophone en Louisiane couvre la période pendant laquelle la presse écrite française se développe dans une de ses colonies, la Louisiane française, puis après la vente de la Louisiane par Napoléon Ier, en 1803, l'État de Louisiane.

## Historique

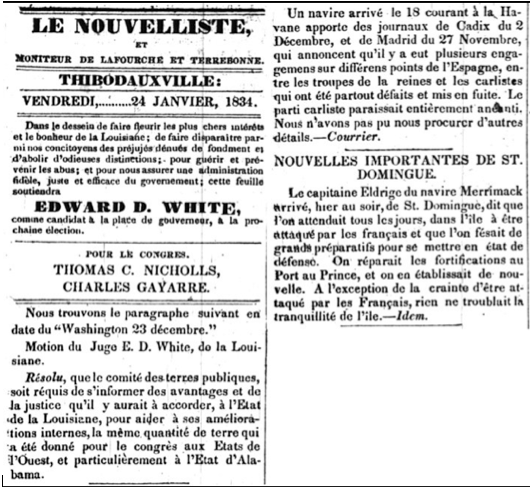
Le Nouvelliste des paroisses de Lafourche et Terrebonne, (Thibodauxville : 1834).

À partir de 1794 les journaux français se multiplient en Louisiane, portant parfois des noms pittoresques: La Lanterne magique (1798), La Trompette (1811), L'Ami des Lois (1809). Leur émergence est liée au doublement de la population en quelques années, grâce à l'arrivée massive de réfugiés français de Saint-Domingue en Amérique, chassés par la révolte des esclaves et l'abolition de l'esclavage par la Révolution française.
Jean Leclerc, l'éditeur et imprimeur de l'Ami des Lois est en vérité Jean Théophile Victoire Leclerc, le révolutionnaire figure des Enragés et époux de Pauline Léon. Il s'est installé à La Nouvelle-Orléans en 1809.
Louis Duclot imprimeur français, un des réfugiés français de Saint-Domingue en Amérique fonde le 23 avril 1794 Le Moniteur de la Louisiane. En 1796, il s'adjoint comme rédacteur en chef un émigré royaliste, Jean-Baptiste Lesur-Fontaine. 
L'Union est créé en 1803 après la cession par la France de la Louisiane aux États-Unis, pour réaliser « l'entente entre les anciennes populations françaises et les Américains nouveaux venus », la Gazette de la Louisiane, dont la rédaction dans sa partie française est signée du pseudonyme « l'Hermite du Bayou » (1817) ; la Lyre louisianaise (1817), de Guillaume-Auguste Montmain. Le directeur de la Gazette de la Louisiane est un ami du pirate et négrier Jean Lafitte[source insuffisante], et le journal relatait les exploits des contrebandiers en raillant les autorités.
Le Télégraphe, créé vers la même époque, est bientôt bilingue, et devient The Telegraph avant de s'appeler plus tard The Advertiser. Mais d'autres journaux restent résolument de langue française, comme L'écho, créé en 1809, et La Guêpe, fondée en 1817, organe républicain qui se fait fort de « piquer » les Bourbons revenus sur le trône en France.  C'est en 1826 qu'est créé le grand journal qui va devenir, à La Nouvelle-Orléans ce qu'est Le Courrier des États-Unis à New York ou le Courrier de la France et des Colonies à Philadelphie: L’Abeille, au début bonapartiste, tout comme l'étaitt Le Courrier à ses origines, s'élève très vite au-dessus du parti pris politique et cesse d'être napoléonien en 1870, devenant un grand organe de langue et littérature françaises.  
Dans les paroisses louisianaises, bien des efforts sont tentés pour faire vivre des journaux français. Les trois premiers sont La Gazette de Bâton Rouge, fondée en 1819, Le Courrier de Natchitoches et La Gazette des Opelousas, qui tous deux remontent à 1824. Une centaine de ces publications sont éphémères, mais onze durent plus de Vingt-cinq ans: Le Pionnier de I 'Assomption à Napoléonville, Le Meschacebé à Saint Jean-Baptiste, Le Méridional à Abbeville, Le Whig à Saint-Landry, La Gazette de Bâton-Rouge, La Sentinelle de Thibodaux, L'Observateur de Plaquemines, L'Avant-Coureur de Saint Charles, L'Etoile d'lbérie, L'Impartial de Lafayette, le Courrier du Tèche et Le Nouvelliste de la paroisse de Lafourche, de la paroisse de Terrebonne et de Thibodauxville.
L'un de ces réfugiés français de Saint-Domingue en Amérique, Tanguy de La Boissière est basé à Philadelphie, après avoir créé un journal à Saint-Domingue[source insuffisante], d'où il conteste la compétence des États Généraux de France pour s'occuper de la colonie. « II est indispensable, dit-il, qu'il y ait un régime particulier pour un pays en tous points". 
Il est l'éditeur du Journal des révolutions de la partie française de Saint-Domingue de 1793 à 1794, puis en 1794 d'un journal bilingue L'Étoile américaine, appelé aussi American Star en 1794[source insuffisante], qui attaque violemment la révolution française et son ambassadeur aux États-Unis, le "Citoyen Genêt", accusé de "travailler de manière souterraine à détruire l'édifice des législateurs américains"[source insuffisante]. Il  édite ensuite jusqu'en 1796, Le Niveau de l'Europe et de l'Amérique, financé par l'ex-juge colonial Egron, qui comporte aussi des informations commerciales ou météorologiques[source insuffisante].